# Asia Minor
Asia Minor – francusko-turecka neo-progresywna grupa rockowa grająca muzykę w stylu art rock. Grupa została założona w końcu lat siedemdziesiątych i nagrała dwa albumy, po czym się rozwiązała. Muzyka zespołu przypomina tę graną przez Camel i King Crimson z wczesnego okresu. W muzyce grupy daje się także zauważyć stylistyczne wpływy muzyki Bliskiego Wschodu.

## Skład zespołu
- Setrak Bakirel – śpiew, gitara, gitara basowa
- Lionel Beltrami – perkusja
- Robert Kempler – instrumenty klawiszowe, gitara basowa
- Eril Tekeli – flet, gitara, gitara basowa

## Dyskografia
- Crossing the Line (1979)
- Between Flesh and Divine (1981)